# 喜入站
喜入站（日语：／ Kiire eki */?）是位於鹿兒島縣鹿兒島市，屬於九州旅客鐵道（JR九州）指宿枕崎線的鐵路車站。

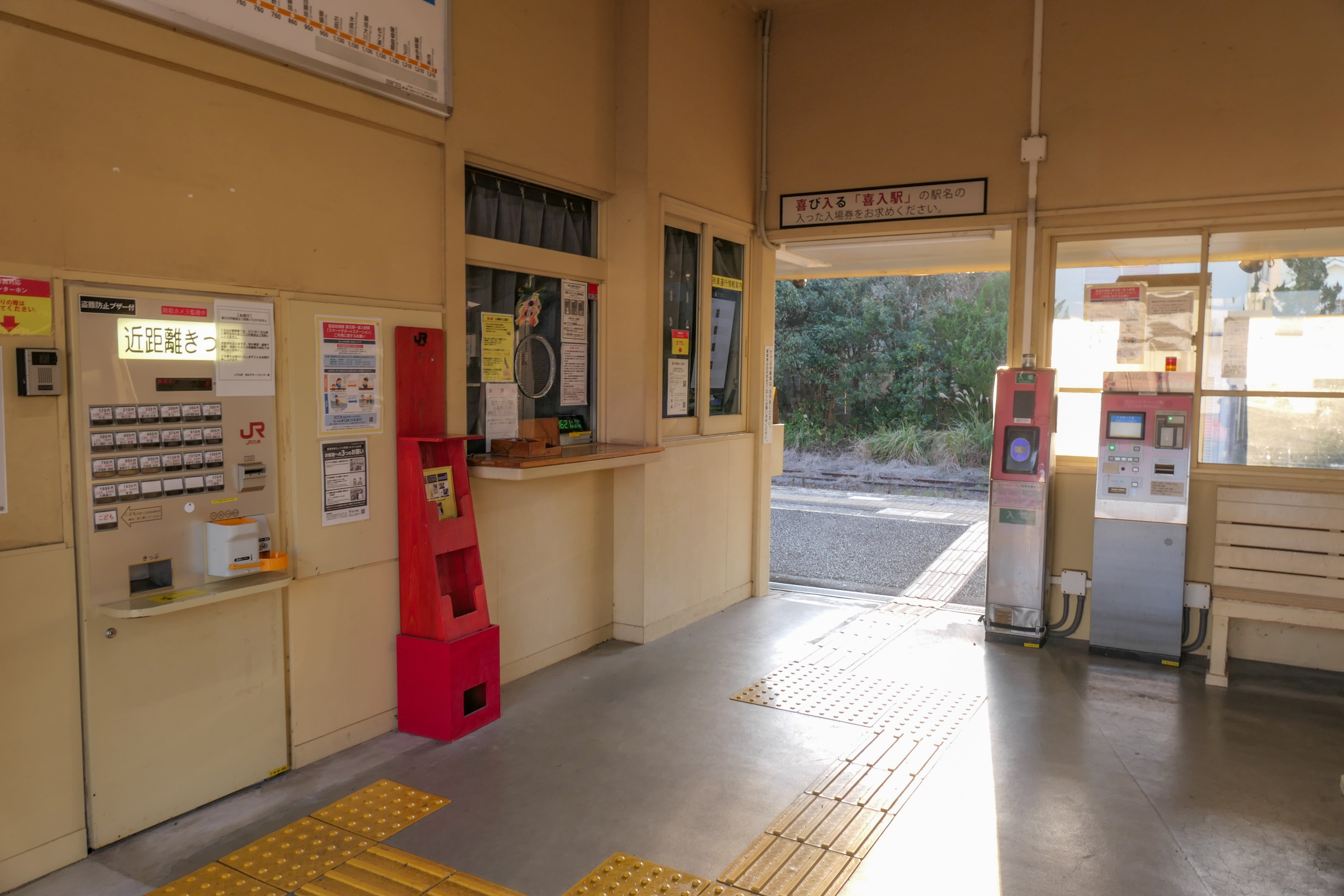
驗票口(2022年1月)

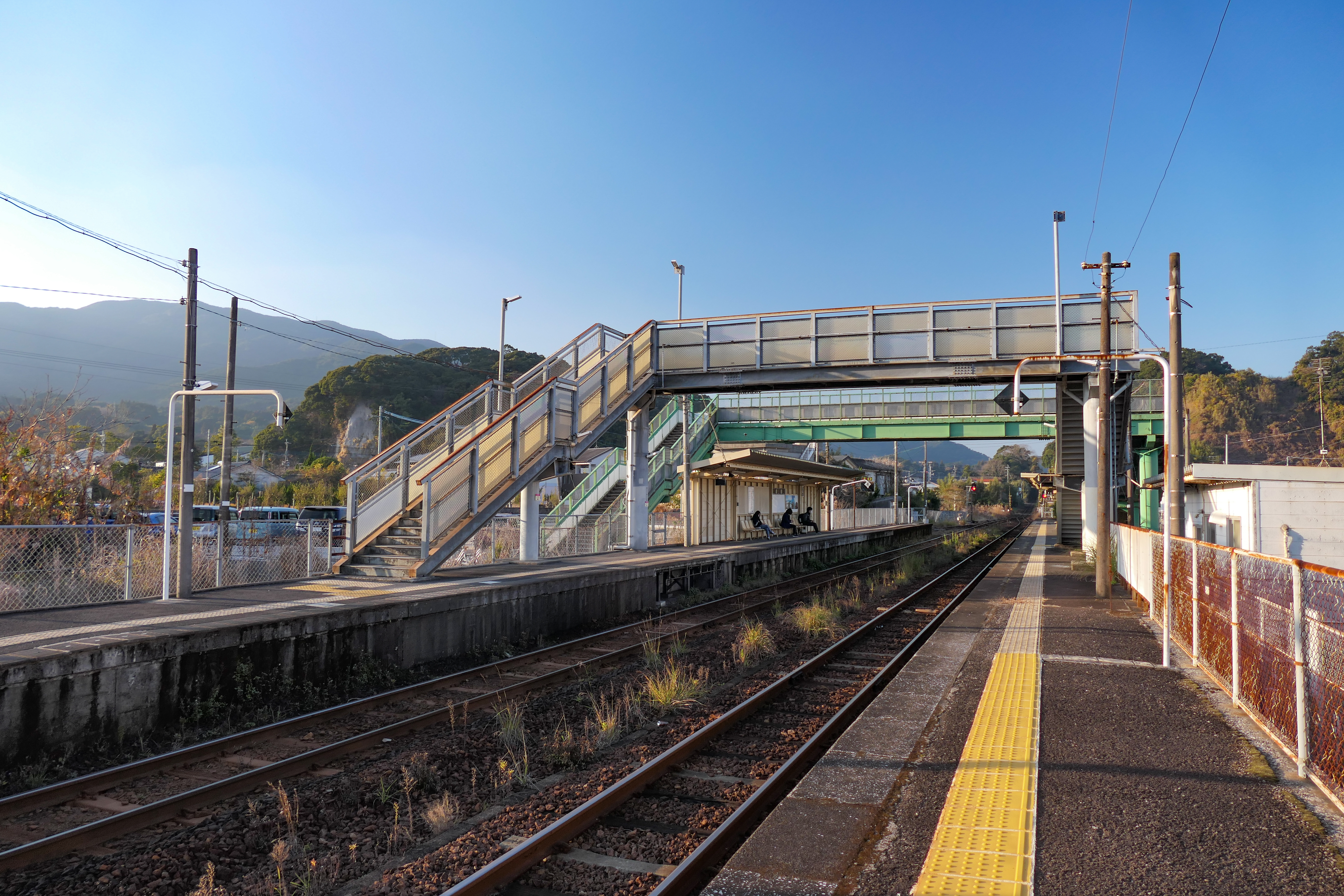
月台(2022年1月)

## 車站構造
本站為擁有2面2線側式月台的地面車站，可進行列車交會。本站也是業務委託站。

### 月台配置
| 月台 | 路線        | 方向 | 目的地               |
| ---- | ----------- | ---- | -------------------- |
| 1、2 | ■指宿枕崎線 | 上行 | 谷山、鹿兒島中央方向 |
| 1、2 | ■指宿枕崎線 | 下行 | 指宿、枕崎方向       |

## 利用狀況
- 在2009年，平均1日的乘車人數為721人（比前年少16人）。

| 乘車人數變化 | 乘車人數變化 |
| 年度         | 1日平均人數  |
| ------------ | ------------ |
| 2002         | 811          |
| 2003         | 781          |
| 2004         | 803          |
| 2005         | 762          |
| 2006         | 765          |
| 2007         | 740          |
| 2008         | 737          |
| 2009         | 721          |

## 車站周邊
- 鹿兒島市政廳喜入分所
- 喜入郵局
- 喜入道之驛
- 新日石石油基地
- 鹿兒島市喜入小學
- 鹿兒島市喜入中學

## 历史
- 1934年（昭和9年）5月20日：車站啟用。
- 1971年（昭和46年）2月1日：貨物營業停用。
- 1987年（昭和62年）4月1日：因國鐵分割民營化，本站成為九州旅客鐵道的車站。

## 相鄰車站
九州旅客鐵道
指宿枕崎線
特急「指宿之玉手箱」
■快速「菜之花」
平川－喜入－薩摩今和泉
■普通
中名－喜入－前之濱

## 相關項目
- 日本鐵路車站列表

## 外部連結
- 喜入車站（页面存档备份，存于）（日語）